# Sňatyn
Sňatyn (ukrajinsky Снятин, polsky Śniatyn [šňatyn]) je nevelké město na Ukrajině, na horním toku Prutu v haličském Pokutí. Do roku 2020 byl sídlem rajónu, v současnosti spadá pod Kolomyjský rajón na východě Ivanofrankivské oblasti. Žije zde 10 200 obyvatel.
První zmínky pocházejí z doby haličského knížectví z roku 1158, název města pak od jména vévody Konstantina. Sňatyn, jenž ležel po staletí na hranici s Moldávií (Bukovinou), byl často sužován tatarskými nájezdy. Městečko je spjaté se spisovateli Vasylem Stefanykem a Markem Čeremšynou. V blízké vesnici Kniaże se narodil také slavný polský herec Zbigniew Cybulski.
Železniční stanice Sňatyn na hlavní trati Kolomyja – Černovice leží ve 4 km vzdálené obci Chutir-Budyliv.